# Copa del Generalíssim de futbol 1973-74
La Copa del Generalíssim de futbol 1973-74 va ser la 70ena edició de la Copa d'Espanya.

## Primera Ronda
26 de setembre i 10 d'octubre. Exempts: CD Getxo, CF Calella, UE Maó i CD Ensidesa.
| Equip 1               | Global       | Equip 2                   | Anada | Tornada |
| --------------------- | ------------ | ------------------------- | ----- | ------- |
| CD Basconia           | 3-4          | CD Alavés                 | 2-2   | 1-2     |
| SD Eibar              | 1-2          | SD Erandio                | 0-0   | 1-2     |
| Sestao SC             | 1-3          | CD Logroñés               | 0-1   | 1-2     |
| CD Mirandés           | 1-0          | Bilbao Athletic           | 1-0   | 0-0     |
| Zamora CF             | 1-3          | Palencia CF               | 1-0   | 0-3     |
| Atlético Madrileño    | 5-3          | CD Valdepeñas             | 4-1   | 1-2     |
| Calvo Sotelo CF       | 2-2 (p. 5-4) | CD Getafe                 | 2-0   | 0-2     |
| Racing de Ferrol      | 7-3          | CD Lugo                   | 5-1   | 2-2     |
| Cultural Leonesa      | 2-1          | SD Ponferradina           | 2-0   | 0-1     |
| Real Avilés CF        | 1-3          | Caudal Deportivo          | 0-1   | 1-2     |
| UP Langreo            | 3-1          | UD Gijón Industrial       | 3-1   | 0-0     |
| Rayo Cantabria        | 1-2          | Gimnástica de Torrelavega | 2-1   | 0-0     |
| CA Osasuna Promesas   | 2-1          | CD Peña Sport             | 1-0   | 1-1     |
| CD Salmantino         | 1-2          | Castella CF               | 1-0   | 0-2     |
| CD Tudelano           | 4-1          | UD Barbastro              | 4-0   | 0-1     |
| CD Guadalajara        | 0-5          | CD Colonia Moscardó       | 0-2   | 0-3     |
| CD Pegaso             | 4-5          | CD Carabanchel            | 1-3   | 3-2     |
| Atlètic de Ciutadella | 5-5 (p. 3-5) | CD Menorca                | 3-2   | 2-3     |
| SD Ibiza              | 2-2          | CE Manacor                | 0-0   | 2-2     |
| CP Cacereño           | 1-1 (p. 5-4) | CD Badajoz                | 1-0   | 0-1     |
| CD San Fernando       | 1-2          | Recreativo de Huelva      | 1-0   | 0-2     |
| RB Linense            | 2-2 (p. 3-2) | Racing Club Portuense     | 1-0   | 1-2     |
| AD Ceuta              | 13-2         | Melilla Industrial CF     | 10-1  | 3-1     |
| Melilla CF            | 4-2          | CD O'Donnell              | 3-1   | 1-1     |
| AD Almería            | 3-2          | CA Marbella               | 3-2   | 0-0     |
| Xerez CD              | 2-3          | Real Jaén                 | 2-0   | 0-3     |
| Club Lemos            | 1-3          | Pontevedra CF             | 1-1   | 0-2     |
| CD Cartagena          | 3-2          | Orihuela Deportiva CF     | 2-1   | 1-1     |
| Hellín Deportivo      | 2-3          | CE Eldenc                 | 1-1   | 1-2     |
| CE Alcoià             | 5-1          | CE Olímpic de Xàtiva      | 4-1   | 1-0     |
| UE Alzira             | 2-1          | Ontinyent CF              | 2-0   | 0-1     |
| Vila-real CF          | 3-1          | Vinaròs CF                | 2-1   | 1-0     |
| CE Europa             | 2-5          | CD Tortosa                | 2-1   | 0-4     |
| UE Lleida             | 3-0          | Girona FC                 | 2-0   | 1-0     |
| CF Gandia             | 3-1          | CD Mestalla               | 2-0   | 1-1     |
| Terrassa FC           | 0-1          | Barcelona Atlètic         | 0-0   | 0-1     |

## Segona Ronda
31 d'octubre i 14 de novembre.
| Equip 1            | Global       | Equip 2              | Anada | Tornada |
| ------------------ | ------------ | -------------------- | ----- | ------- |
| CD Carabanchel     | 1-2          | Castella CF          | 0-0   | 1-2     |
| Vila-real CF       | 3-1          | UD Alcira            | 2-0   | 1-1     |
| CD Getxo           | 2-0          | CA Osasuna Promesas  | 2-0   | 0-0     |
| CD Logroñés        | 2-2 (p. 5-2) | CD Mirandés          | 2-0   | 0-2     |
| Cultural Leonesa   | 5-2          | Palencia CF          | 2-0   | 3-2     |
| Atlético Madrileño | 3-1          | Calvo Sotelo CF      | 0-0   | 3-1     |
| CF Gandia          | 1-5          | CD Cartagena         | 1-0   | 0-5     |
| CE Eldenc          | 0-2          | CE Alcoià            | 0-0   | 0-2     |
| CD Alavés          | 1-3          | SD Erandio           | 1-1   | 0-2     |
| Racing de Ferrol   | 4-3          | Pontevedra CF        | 2-1   | 2-2     |
| CD Tudelano        | 2-3          | UE Lleida            | 1-1   | 1-2     |
| CP Cacereño        | 1-2          | CD Colonia Moscardó  | 1-1   | 0-1     |
| CD Tortosa         | 2-5          | CF Calella           | 2-2   | 0-3     |
| CE Manacor         | 1-2          | Barcelona Atlètic    | 0-1   | 1-1     |
| CD Menorca         | 2-5          | UE Maó               | 1-1   | 1-4     |
| Real Jaén          | 0-3          | Recreativo de Huelva | 0-2   | 0-1     |
| RB Linense         | 2-4          | AD Ceuta             | 0-1   | 2-3     |
| Melilla CF         | 3-5          | AD Almería           | 2-2   | 1-3     |
| Rayo Cantabria     | 0-2          | UP Langreo           | 0-0   | 0-2     |
| Caudal Deportivo   | 1-2          | CD Ensidesa          | 1-1   | 0-1     |

## Tercera Ronda
5 i 19 de desembre.
| Equip 1              | Global       | Equip 2                | Anada | Tornada |
| -------------------- | ------------ | ---------------------- | ----- | ------- |
| Atlético Madrileño   | 1-2          | UE Sant Andreu         | 1-0   | 0-2     |
| Barcelona Atlètic    | 5-5 (p. 5-4) | CD Orense              | 2-2   | 3-3     |
| Burgos CF            | 3-2          | CD Ensidesa            | 1-1   | 2-1     |
| Cadis CF             | 1-3          | CD Colonia Moscardó    | 1-1   | 0-2     |
| Castella CF          | 1-3          | Barakaldo CF           | 0-1   | 1-2     |
| Córdoba CF           | 5-3          | AD Ceuta               | 4-2   | 1-1     |
| SD Erandio           | 2-4          | Sevilla CF             | 1-2   | 1-2     |
| CD Getxo             | 4-3          | RCD Mallorca           | 3-0   | 1-3     |
| Hèrcules CF          | 3-1          | CD Logroñés            | 2-0   | 1-1     |
| Recreativo de Huelva | 0-1          | CE Sabadell            | 0-0   | 0-1     |
| UP Langreo           | 4-3          | CA Osasuna             | 3-1   | 1-2     |
| Cultural Leonesa     | 3-3 (p. 1-3) | Deportivo La Coruña    | 2-1   | 1-2     |
| Llevant UE           | 1-1 (p. 4-2) | CD Cartagena           | 1-1   | 0-0     |
| Linares CF           | 0-2          | AD Almería             | 0-1   | 0-1     |
| UE Maó               | 1-2          | Gimnàstic de Tarragona | 1-1   | 0-1     |
| Racing de Ferrol     | 1-1 (p. 3-4) | Rayo Vallecano         | 1-1   | 0-0     |
| UD Salamanca         | 4-1          | CE Alcoià              | 3-0   | 1-1     |
| CD Tenerife          | 8-2          | UE Lleida              | 4-0   | 4-2     |
| Reial Valladolid     | 2-3          | CF Calella             | 2-0   | 0-3     |
| Vila-real CF         | 1-4          | Real Betis Balompié    | 1-2   | 0-2     |

## Quarta Ronda
2 i 16 de gener. Exempts: CE Sabadell i Sporting de Gijón.
| Equip 1             | Global       | Equip 2                 | Anada | Tornada |
| ------------------- | ------------ | ----------------------- | ----- | ------- |
| AD Almería          | 3-5          | Reial Oviedo            | 2-1   | 1-4     |
| Barakaldo CF        | 2-5          | UD Las Palmas           | 1-0   | 1-5     |
| CF Calella          | 1-2          | Athletic Club de Bilbao | 1-0   | 0-2     |
| Celta de Vigo       | 3-1          | CD Getxo                | 2-0   | 1-1     |
| Córdoba CF          | 3-4          | CD Tenerife             | 3-0   | 0-4     |
| Deportivo La Coruña | 0-6          | Racing de Santander     | 0-3   | 0-3     |
| Elx CF              | 3-2          | UD Salamanca            | 2-1   | 1-1     |
| Granada CF          | 5-4          | Burgos CF               | 5-1   | 0-3     |
| Hèrcules CF         | 2-3          | Rayo Vallecano          | 0-1   | 2-2     |
| UP Langreo          | 0-3          | Real Betis Balompié     | 0-1   | 0-2     |
| Llevant UE          | 5-4          | Barcelona Atlètic       | 5-1   | 0-3     |
| CD Málaga           | 1-1 (p. 4-3) | Sevilla CF              | 0-0   | 1-1     |
| CD Colonia Moscardó | 3-5          | Reial Múrcia CF         | 2-2   | 1-3     |
| UE Sant Andreu      | 4-2          | Gimnàstic de Tarragona  | 4-1   | 0-1     |

## Cinquena Ronda
| Equip 1             | Global       | Equip 2         | Anada | Tornada |
| ------------------- | ------------ | --------------- | ----- | ------- |
| Athletic Club       | 1-3          | Reial Múrcia CF | 1-0   | 0-3     |
| Celta de Vigo       | 1-2          | Rayo Vallecano  | 1-0   | 0-2     |
| Llevant UE          | 2-6          | Granada CF      | 2-1   | 0-5     |
| CD Málaga           | 1-1 (p. 3-4) | Reial Oviedo    | 0-0   | 1-1     |
| Racing de Santander | 0-2          | CE Sabadell     | 0-0   | 0-2     |
| UE Sant Andreu      | 5-0          | Elx CF          | 4-0   | 1-0     |
| Sporting de Gijón   | 4-4 (p. 3-4) | UD Las Palmas   | 3-2   | 1-2     |
| CD Tenerife         | 1-3          | Reial Betis     | 1-1   | 0-2     |

## Vuitens de final
26 de maig i 2 de juny.
| Equip 1                 | Global | Equip 2           | Anada | Tornada |
| ----------------------- | ------ | ----------------- | ----- | ------- |
| Club Atlético de Madrid | 6-1    | CE Sabadell       | 3-1   | 3-0     |
| Real Betis Balompié     | 2-8    | Reial Madrid CF   | 1-1   | 1-7     |
| Granada CF              | 2-1    | CE Castelló       | 2-1   | 0-0     |
| UD Las Palmas           | 3-0    | Reial Societat    | 1-0   | 2-0     |
| Real Murcia CF          | 5-8    | Reial Saragossa   | 3-1   | 2-7     |
| Reial Oviedo            | 3-7    | FC Barcelona      | 2-3   | 1-4     |
| C. E. Sant Andreu       | 1-3    | RCD Espanyol      | 1-2   | 0-1     |
| València CF             | 6-1    | AD Rayo Vallecano | 3-1   | 3-0     |

## Quarts de final
8 i 12 de juny.
| Equip 1                 | Global | Equip 2         | Anada | Tornada |
| ----------------------- | ------ | --------------- | ----- | ------- |
| Club Atlético de Madrid | 3-2    | Reial Saragossa | 2-0   | 1-2     |
| RCD Espanyol            | 1-3    | FC Barcelona    | 1-1   | 0-2     |
| Granada CF              | 3-7    | Reial Madrid CF | 0-0   | 3-7     |
| València CF             | 0-2    | UD Las Palmas   | 0-0   | 0-2     |

## Semifinals
16 i el 23 de juny.
| Equip 1         | Global | Equip 2                 | Anada | Tornada |
| --------------- | ------ | ----------------------- | ----- | ------- |
| FC Barcelona    | 3-2    | Club Atlético de Madrid | 1-1   | 2-1     |
| Reial Madrid CF | 7-1    | UD Las Palmas           | 5-0   | 2-1     |

## Final
| Reial Madrid CF                                       | 4 - 0 | FC Barcelona |
| ----------------------------------------------------- | ----- | ------------ |
| Santillana 5' · Rubiñán 46' · Aguilar 50' · Pirri 83' |       |              |

## Campió
| Campions de la Copa d'Espanya 1974    |
| ------------------------------------- |
| Reial Madrid Club de Futbol 12è títol |